# Гакково
Га́кково (фин. Hakaja) — деревня в Усть–Лужском сельском поселении Кингисеппского района Ленинградской области.

## История
Впервые упоминается в писцовых книгах Шелонской пятины от 1571 года как починок Акуй — 1/4 обжи в Ямском Окологородье.
Затем как пустошь Akaia ödhe — 1 обжа, в шведских писцовых книгах 1618—1623 годов.
На карте Ингерманландии А. И. Бергенгейма, составленной по шведским материалам 1676 года, она обозначена как деревня Hackia.
На шведской «Генеральной карте провинции Ингерманландии» 1704 года так же — Hackia.
Деревня Гакая упомянута на карте Ингерманландии А. Ростовцева 1727 года.
На карте Санкт-Петербургской губернии Я. Ф. Шмидта 1770 года она обозначена как деревня Гоково.
На карте Санкт-Петербургской губернии Ф. Ф. Шуберта 1834 года деревня названа Гаккова.

ГАКАЯ — деревня принадлежит графу Нессельроде, число жителей по ревизии: 19 м. п., 19 ж. п. (1838 год)

На этнографической карте Санкт-Петербургской губернии П. И. Кёппена 1849 года она обозначена как деревня «Hakaja», расположенная в ареале расселения савакотов. В пояснительном тексте к этнографической карте, указано количество её жителей на 1848 год: савакотов — 26 м. п., 25 ж. п., всего 51 человек.
Деревня Гаккова упоминается на карте С. С. Куторги 1852 года.

ГОККОВО — деревня, число жителей по X-ой ревизии 1857 года: 32 м. п., 30 ж. п., всего 62 чел.

ГАККОВО (ГАКАЯ) — деревня казённая при колодцах, число дворов — 7, число жителей: 35 м. п., 34 ж. п. (1862 год) 

- Деревня Гакково на карте 1863 года

Как деревня Гакая, она обозначена на карте из «Исторического атласа Санкт-Петербургской Губернии» 1863 года.

ГОККОВО — деревня, по земской переписи 1882 года: семей — 10, в них 31 м. п., 32 ж. п., всего 63 чел.

В 1888 году в деревне открылся финско-эстонский молитвенный дом лютеранского прихода Косёмкина (Нарвуси). Закрыт в 1936 году. Согласно материалам по статистике народного хозяйства Ямбургского уезда 1887 года, казённая лесная дача Гакково площадью 35 десятин принадлежала потомственному почётному гражданину И. В. Байкову, она была приобретена в 1878 году. Кроме того, пустошь Гакковская принадлежала отставному унтер-офицеру Я. А. Абрамову.
В 1897 году в деревне открылась земская школа. Учителем в ней работал Н. Дикушев.

ГОККОВО — деревня, число хозяйств по земской переписи 1899 года — 18, число жителей: 69 м. п., 66 ж. п., всего 135 чел.
 разряд крестьян: бывшие владельческие, народность: финская

В 1900 году, согласно «Памятной книжке Санкт-Петербургской губернии», пустоши Гакковская и Белозерская площадью 1983 десятины принадлежали крестьянину Андрею Семёновичу Сякки с товарищами.
В конце XIX — начале XX века деревня административно относилась к Наровской волости 2-го стана Ямбургского уезда Санкт-Петербургской губернии. По приходским данным население деревни было исключительно финским.
По данным «Памятной книжки Санкт-Петербургской губернии» за 1905 год пустошь Гакковская с островом в Финском заливе близ деревни Гакково, а также пустоши Липово и Белозерская площадью 767 десятин принадлежали наследникам отставного унтер-офицера Якова Абрамовича Абрамова.
В 1909 году в деревне открылся первый, кооперативный магазин.
С 1917 по 1924 год деревня Гакково входила в состав Гакковского сельсовета Наровской волости Кингисеппского уезда.
С 1924 года в составе Конновского сельсовета.
Согласно данным переписи населения СССР 1926 года в деревне Гакково проживали 142 человека — большинство финны, а также русские и эстонцы.
С 1927 года в составе Котельского района.
- План деревни Гакково. 1930 год

Согласно топографической карте 1930 года деревня насчитывала 31 двор, в центре деревни находилась часовня, к востоку о деревни — школа.
С 1931 года в составе Кингисеппского района.
По данным 1933 года деревня Гакково входила в состав Конновского сельсовета Кингисеппского района.
В 1939 году население деревни Гакково составляло 195 человек.
C 1 августа 1941 года по 31 января 1944 года деревня находилась в оккупации.
В 1958 году население деревни Гакково составляло 55 человек.
По данным 1966 и 1973 годов деревня Гакково также находилась в составе Конновского сельсовета.
По данным 1990 года деревня Гакково входила в состав Усть-Лужского сельсовета Кингисеппского района.
В 1997 году в деревне проживали 12 человек, в 2002 году — 11 человек (русские — 64 %, финны — 27 %), в 2007 году также 11.

## География
Деревня расположена в северо-западной части района близ автодороги 41К-109 (Лужицы — Первое Мая).
Деревня находится в юго–западной части Кургальского полуострова, на берегу Нарвского залива.
Расстояние до административного центра поселения — 13 км.
Расстояние до ближайшей железнодорожной станции Усть-Луга — 23,5 км.
Ближайшие населённые пункты: деревня Конново на севере и деревня Кирьямо на юго-востоке.

## Демография
| 1862 | 2007 | 2010 | 2017 |
| ---- | ---- | ---- | ---- |
| 69   | ↘11  | ↗16  | ↗21  |

### Национальный состав
Согласно данным Всероссийской переписи населения 2021 года в деревне проживали 12 человек, из них:
 белорусы — 6, русские — 3, другие национальности — 3 человека.

## Фото
- Земледелец и шкипер Матти Юллё (Matti Yllö) с семьёй и соседями. Деревня Гакково. 1906 год
- Так называемый Матерь-камень (по местной легенде — метеорит). Близ деревни Гакково. 1910 год
- Вытягивание невода в Лиесиранта. 
Близ деревни Гакково. 1931 год